# (33117) Ashinimodi
1998 BR12 (asteroide 33117) é um asteroide da cintura principal. Possui uma excentricidade de 0.17722900 e uma inclinação de 4.45724º.
Este asteroide foi descoberto no dia 23 de janeiro de 1998 por LINEAR em Socorro.